# You and Me Both
You and Me Both és el nom del segon disc del grup anglès de pop electrònic Yazoo; va ser publicat el 1983, novament al segell discogràfic Mute Records.
Si l'anterior àlbum, Upstairs at Eric's, ja havia convertit els Yazoo en un grup famós arreu d'Europa, "You and me both" encara va tenir més èxit, ja que els donà el seu primer número 1 britànic. El disc continua amb la combinació de pop melòdic, ballable i electrònic (cortesia de Vince Clarke) i l'expressiva veu d'Alison Moyet. Contràriament a l'anterior treball, Moyet va tenir més participació en la composició dels seus temes (de fet, la majoria de les cançons que s'hi inclouen són seves). Clarke, d'altra banda, experimentà amb noves fonts per crear els sons de l'àlbum, recorrent al sampler Fairlight CMI, i a més cantà al tema "Happy people".
Aquest èxit, però, no serví per mantenir unit el grup, que acabà dissolent-se poc abans de l'edició del disc. Alison Moyet inicià la seva carrera en solitari a l'any següent, i Vince Clarke, després d'una sèrie de col·laboracions, acabà formant el grup Erasure amb el cantant Andy Bell.

## Temes

### CD Stumm 12 (Edició europea)
1. Nobody's diary (Moyet) - 4:31
2. Softly over (Clarke) - 4:02
3. Sweet thing (Moyet) - 3:43
4. Mr. Blue (Clarke) - 3:26
5. Good times (Moyet) - 4:17
6. Walk away from love (Clarke) - 3:19
7. Ode to boy (Moyet) - 3:37
8. Unmarked (Clarke) - 3:36
9. Anyone (Moyet) - 3:26
10. Happy people (Clarke) - 2:57
11. And on (Moyet) - 3:12

### Sire 9 23903-2 (Edició americana)
1. Nobody's diary - 4:30
2. Softly over - 4:01
3. Sweet thing - 3:41
4. Mr. Blue - 3:24
5. Good times - 4:18
6. Walk away from love - 3:18
7. Ode to boy - 3:35
8. Unmarked - 3:34
9. Anyone - 3:24
10. State farm (Clarke/Moyet) - 3:35
11. And on - 3:12

## Dades
- Produït per Eric C. Radcliffe i Yazoo.
- Enregistrat als estudis Blackwing (Londres).
- Premasterització: WCI Record Group.
- Masterització: CBS Records.
- Disseny de portada: Twenty-Three Envelope.